# N654 (België)
De N654 is een gewestweg in de Belgische provincie Luik. De weg verbindt de N633 in Pont de Scay bij Comblain-au-Pont met de N66 bij Hamoir. De route heeft een lengte van ongeveer 8 kilometer en ligt in zijn geheel parallel aan de rivier Ourthe en spoorlijn 43.

## Plaatsen langs de N654
- Pont de Scay
- Comblain-au-Pont
- Comblain-la-Tour
- Comblain-Fairon
- Hamoir